# Арбугаон
Арбугаон  (швед. Arbogaån) — річка у центральній Швеції, у районі Бергслаген, протікає через лени Еребру і Вестманланд. Впадає у західну частину озера Меларен. Довжина річки становить 45 км,   площа басейну  — 3800 км².  На річці і її притоках побудовано 22 ГЕС загальною встановленою потужністю 18,4 МВт й з загальним середнім річним виробництвом 81,3 млн кВт·год. 

## Зовнішні посилання
- Карта Арбугаон на сайті Державного географічного інституту Швеції. (швед.) (англ.)